# Chute (architecture)
Pour les articles homonymes, voir Chute.

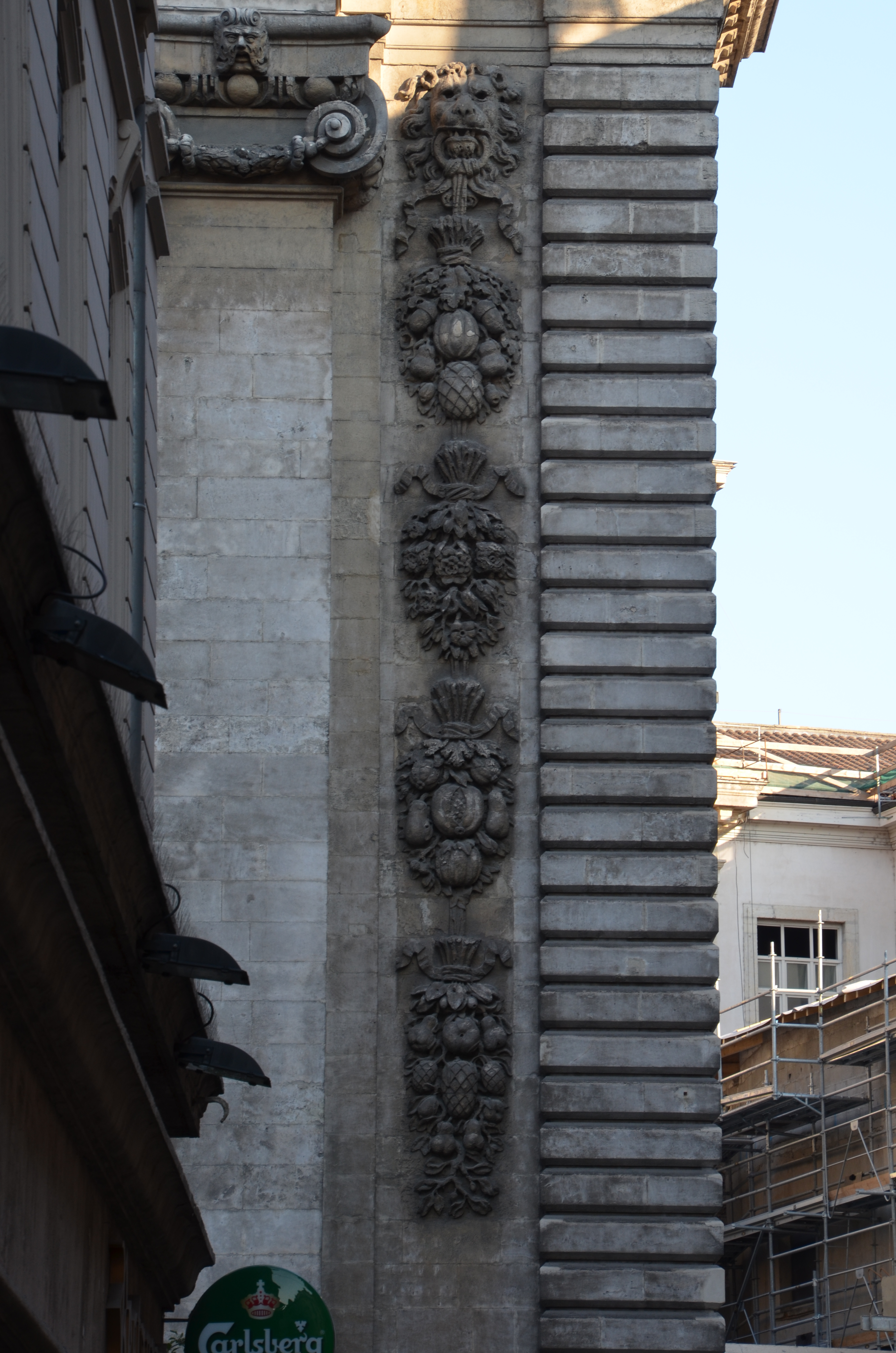
Un musequin vomissant une chute de fruits, façade de la chapelle de l'Hôtel-Dieu de Lyon, France.

Une chute, en architecture, désigne un ornement ou une partie d'ornement vertical paraissant pendu.